# KSI vs. Swarmz és KSI vs. Luis Alcaraz Pineda
KSI vs. Swarmz és KSI vs. Luis Alcaraz Pineda (hivatalos megnevezése: 2 Fights, 1 Night vagy MF&DAZN: X Series 001) ökölvívó mérkőzések voltak KSI youtuber, zenész és Swarmz rapper, illetve Luis Alcaraz Pineda mexikói ökölvívó között. Az esemény 2022. augusztus 27-én került megrendezésre, a londoni O2 Arénában. KSI eredeti ellenfele az amerikai Alex Wassabi lett volna, de fejsérülés miatt vissza kellett lépnie a küzdelemtől. 2022. augusztus 16-án KSI bejelentette, hogy aznap este nem csak egy ellenfele lesz, hanem kettő. KSI mindkét mérkőzést megnyerte, kiütéssel.
KSI lett az ICB Cirkálósúlyú világbajnok, Slim Albaher az ICB Félnehézsúlyú világbajnok, King Kenny az ICB Cirkálósúlyú nemzetközi bajnok és Deen the Great az ICB Váltósúlyú Észak-amerikai bajnok. Deji Olatunji ezen az eseményen nyerte meg első ökölvívó mérkőzését, miután amatőrként elvesztett sorozatban hármat.

## Háttér
2020-ban KSI kiadta a Houdini című dalt Dissimulation című albumának kislemezeként, amelyen közreműködött Tion Wayne és Swarmz.
2022. május 4-én KSI Twitteren bejelentette, hogy vissza fog térni az ökölvíváshoz, három év szünet után, 2022. augusztus 27-én. Legutóbbi mérkőzése Logan Paul ellen volt, amelyet megnyert, pontozással. Tippelt ellenfelei között több Youtuber és influenszer is volt, mint Dillon Danis, Austin McBroom, és Alex Wassabi. McBroom végül AnEsonGib ellen küzdött, szeptember 10-én.
Július 1-én lett hivatalosan bejelentve, hogy KSI ellenfele augusztus 27-én Alex Wassabi lesz. Augusztus 6-án viszont Wassabi visszalépett a küzdelemtől, miután edzésen fejsérülést szenvedett és nem tudott időben felépülni. Jake Paul Twitteren kihívta KSI-t és felajánlotta, hogy akár ingyen in Wassabi helyére lép, illetve lead közel 10 kg-t, hogy a mérkőzés megtörténjen. KSI ezt elutasította, azt mondva, hogy „Amit nem tudsz, hogy már leszerződtettünk egy másik ökölvívót, arra az esetre, ha megpróbálnál valami ilyesmit,” tekintve, hogy Wassabi Paul cégének, a Most Valuable Promotions-nek kliense. Ugyanezen a napon megtörtént a bejelentés, hogy Swarmz lép az amerikai Youtuber helyére.
A mérkőzés a DAZN csatornáin volt megtekinthető. A DAZN és KSI cége, a Misfits Boxing aláírt egy több eseményen keresztül érvényes szerződést, amelynek keretein belül hírességek és influenszerek fognak megküzdeni egymással, MF & DAZN: X Series néven. A KSI vs. Swarmz esemény megjelölése 001.

## Mérkőzések
| Súlycsoport  | Győztes        | Vesztes             | Győzelem típusa   | Menet | Idő  | Jegy.             |
| ------------ | -------------- | ------------------- | ----------------- | ----- | ---- | ----------------- |
| Cirkálósúly  | KSI            | Luis Alcaraz Pineda | KO                | 3 (3) | 0:50 |                   |
| Félnehézsúly | Slim Albaher   | FaZe Temper         | KO                | 2 (4) | 2:20 | [ a ] [ b ] [ c ] |
| Félnehézsúly | Deji           | Fousey              | Edzői visszalépés | 3 (4) | 1:28 | [ a ]             |
| Cirkálósúly  | King Kenny     | FaZe Sensei         | PONT              | 4     | –    | [ e ] [ a ]       |
| Cirkálósúly  | Salt Papi      | Andy Warski         | KO                | 1 (3) | 0:29 | [ a ]             |
| Nehézsúly    | Sam Hyde       | IAMTHMPSN           | TKO               | 3 (3) | 1:28 | [ a ]             |
| Váltósúly    | Deen the Great | Evil Hero           | TKO               | 1 (3) | 2:52 | [ f ] [ a ]       |
| Cirkálósúly  | KSI            | Swarmz              | KO                | 2 (3) | 0:28 | [ g ] [ h ]       |

1. 1 2 3 4 5 6  Mindkét fél profi debütálása
2. ↑  Temper eredeti ellenfele Blueface lett volna, de eltávolították az eseményből, miután megjelent róla egy videó, ahogy verekedik barátnőjével.
3. ↑  Az ICB Félnehézsúly világbajnoki címért
4. ↑  Fousey edzője úgy döntött, hogy ökölvívója nem tudja befejezni a mérkőzést, így bedobta a törölközőt a szorítóba
5. ↑  Az ICB Cirkálósúly Nemzetközi bajnoki címért
6. ↑  Az ICB Váltósúly Észak-amerikai bajnoki cím
7. ↑  Az ICB Cirkálósúly világbajnoki címért
8. ↑  Swarmz profi debütálása

## Közvetítés
| Rágió                   | Közvetítés típusa | Közvetítés típusa | Közvetítés típusa | Közvetítés típusa |
| Rágió                   | Ingyen            | Kábeltelevízió    | PPV               | Streaming         |
| ----------------------- | ----------------- | ----------------- | ----------------- | ----------------- |
| Egyesült Királyság (H.) | —                 | —                 | DAZN PPV          | —                 |
| Egyesült Államok        | —                 | —                 | DAZN PPV          | —                 |
| Kanada                  | —                 | —                 | DAZN PPV          | —                 |
| Írország                | —                 | —                 | DAZN PPV          | —                 |
| Nemzetközi              | —                 | —                 | —                 | DAZN              |